# 二硅化锆
二硅化锆是一种有机化合物，化学式为ZrSi2，是锆的硅化物之一，它可由硅和锆在1100 °C反应制得，或通过硅和二氧化锆反应得到：
{\displaystyle {\ce {ZrO2 + 4 Si -> ZrSi2 + 2 SiO}}}
它在空气中加热，会生成硅酸锆保护膜。